# La Ferreria (Tona)
La Ferreria és una farga reconvertida en hostal de Tona (Osona) inclosa a l'Inventari del Patrimoni Arquitectònic de Catalunya.

## Descripció

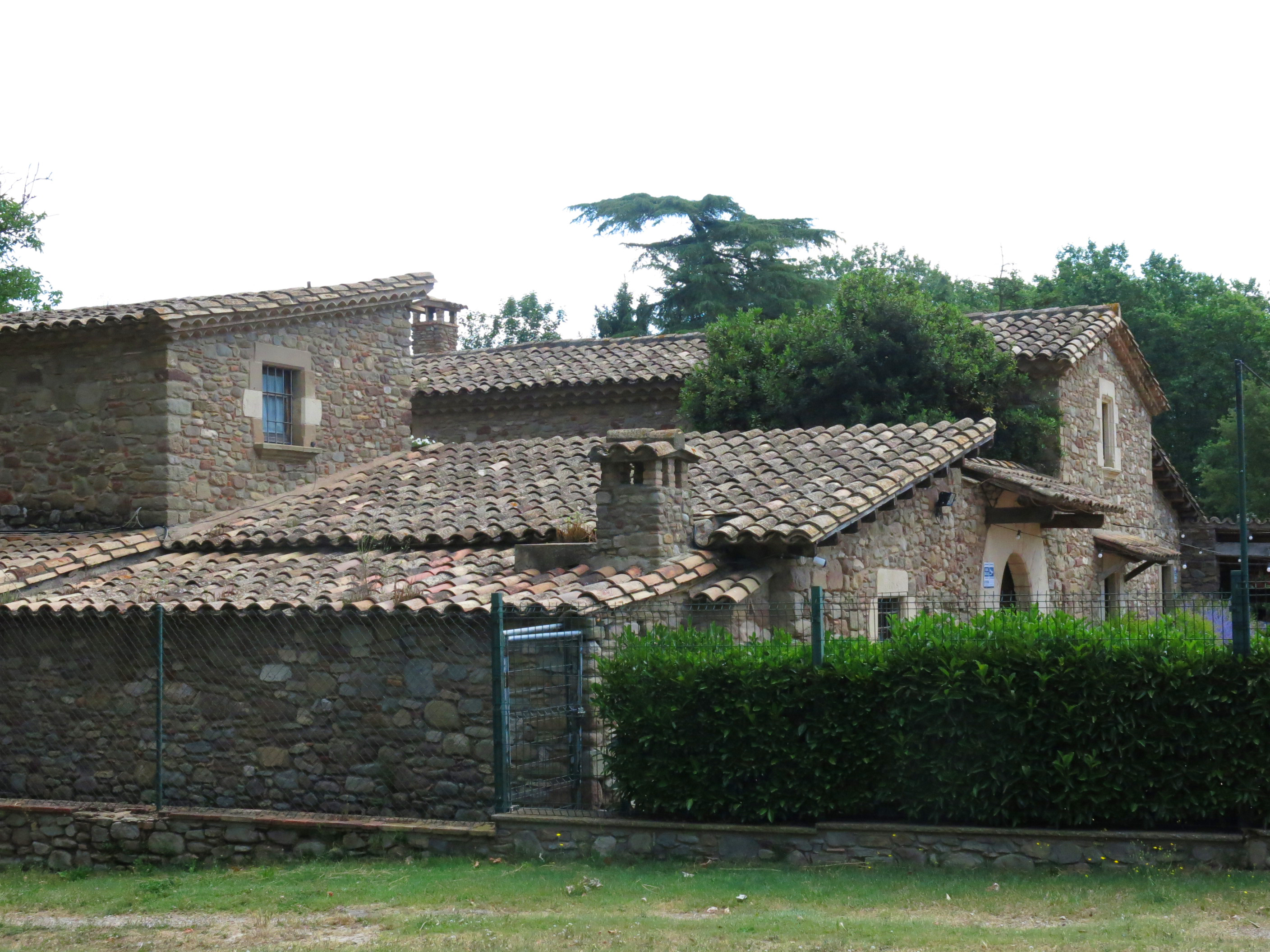
Vista lateral

Casa de mitjanes dimensions format per varis edificis amb un cos central i posteriors afegits. Tota la teulada a dues aigües. Hi ha un portal adovellat, amb funcions de lliça, que té un petit escudet amb motius propis de ferraria (martell, ferradura, enclusa...), datat l'any 1562. La lliça dona pas a un pati tancat per l'edifici principal i una altra edificació. A les façanes hi trobem un portal i finestres amb pedra treballada, algunes amb un cert regust gòtic. A la façana de ponent hi ha un cos afegit del 1191.

## Història
La primera notícia que tenim es remunta al segle xiv i es refereix al primer ferrer que la regentà, Feliu Fàbrega, d'ofici ferrer. La funció de ferreria de la casa encara és patent al segle xvi i així en l'escudet de l'edifici actual datat de l'any 1567 hi trobem motius propis d'aquest ofici. L'alternança de ferreria i hostal es decantà últimament al canviar-se el sistema de transport i perdre la funció del lloc de ferra cavall o encobertar rodes de tartanes que seguien el camí ral.